# Ferdinand Bamberger
Ferdinand Bamberger (* 24. Januar 1809 in Braunschweig; † 17. Juli 1855 in Karlsbad) war ein deutscher klassischer Philologe und Lehrer.

## Leben
Bamberger war der Sohn eines Kaufmanns in Braunschweig. Nach dem Schulbesuch (am Martino-Katharineum und am Carolinum) ging er 1827 an die Universität Leipzig, um bei Gottfried Hermann klassische Philologie zu studieren. 1829 wechselte er an die Berliner Universität, wo damals Karl Lachmann und August Böckh lehrten. Ostern 1831 legte Bamberger das Examen ab und trat zum Herbst eine Stelle als Collaborator an der Großen Schule in Wolfenbüttel an. Hier unterrichtete er verschiedene Fächer, nur nicht die Alten Sprachen, auf die ihn sein Studium vorbereitet hatte. Erst als er 1833 an das Braunschweiger Obergymnasium wechselte, änderte sich das. Mit seinen hiesigen Kollegen Adolf Emperius und Friedrich Wilhelm Schneidewin pflegte er enge Kontakte.
Neben seiner Lehrtätigkeit beschäftigte sich Bamberger mit der antiken Literatur, besonders mit dem Tragiker Aischylos. Bereits in seiner Marburger Dissertation von 1832 (De carminibus Aeschyleis a partibus chori cantatis) hatte er die Chorpartien in dessen Stücken untersucht. Er widmete ihm ferner zwei Schulprogramme (1835, 1841) und verfasste eine Ausgabe der Grabspenderinnen (1840). Auch andere griechische Autoren und den Römer Horaz behandelte er in einigen Aufsätzen, die unter anderem in der von Schneidewin begründeten Zeitschrift Philologus erschienen.
Seine schlechte Gesundheit zwang Bamberger zu wiederholten Kur- und Badereisen; auf einer in Karlsbad starb er am 17. Juli 1855. Sein früherer Kollege Schneidewin, der inzwischen Professor in Göttingen war, gab seine verstreuten Schriften in dem Sammelband F. Bambergeri Opuscula philologica maximam partem Aeschylea (Leipzig 1856) heraus.